# Дедешко, Борис Евгеньевич
Борис Евгеньевич Дедешко (род. 25 марта 1972 года) — казахстанский альпинист.

## Биография
Уроженец столицы Казахстана. Альпинизмом занялся в 2001 году, когда в рамках массовой альпиниады взошёл на пик Нурсултан.

## Вершины и восхождения
2007 год — пик Семёнова-Тянь-Шанского, маршрут Захарова 5Б зимняя.
2007 год — пик Хан-Тенгри (7010 м), с севера 5Б
2008 год, март — пик Корона V (4840 м), по южной стене, маршрут Балезина, 6А, с Денисом Урубко.
 и Алексеем Потоцким.
2008 год, май — Макалу (8481 м), по классике с командой ЦСКА: Д.Урубко, Е.Шутов и С.Шарипова (первая казахстанская спортсменка побывавшая на восьмитысячниках без кислорода)
2008 год, июль — пик Свободной Кореи (4740 м), по северной стене, маршрут Попенко, 6А, в двойке с Денисом Урубко.
2008 год, 9-10 августа — пик Баянкол, юго-восточное ребро (первопроход) 5А в двойке с Геннадием Дуровым..
2008 год, август — пик Восьми альпинисток (6110 м), первопроход по западной стене, 6А, с Денисом Урубко и Геннадием Дуровым.
2009 год, февраль —п. Семёнова-Тянь-Шанского, м-т Никифоренко 5Б в двойке с Геннадием Дуровым..
2009 год, 11 мая — Чо-Ойю (8201 м) — первопроход по юго-восточной стене с Денисом Урубко.
2010 год, август — пик Талгар Южный (4900 м), первопроход по юго-западной стене, 5Б, с Денисом Урубко и Вадимом Трофимовым.
2011 год, 25 июля — пик Пржевальского (6240 м), первопроход по западной стене с Денисом Урубко
В октябре 2011 года руководил поиском польских альпинистов, потерявшихся в августе 2010 года в ущелье Баянкол.
2013 год, 7 августа — пик Ленина (7134 м), по классике
2016 год — пик Ленина (7134 м), по классике
2017 год - пик Музтаг-Ата (7546 м) 
2017 год - пик Хан-Тенгри (7010 м), с Юга
2018 год - пик Гашербрум 2 (8035 м) - до высоты 8000

## Награды
Золотой ледоруб Азии (2009) — за первопроход по юго-восточной стене с Денисом Урубко Чо-Ойю (8201 м).
Золотой ледоруб (2010) — за первопроход по юго-восточной стене с Денисом Урубко Чо-Ойю (8201 м). (В 2008 году номинировался на Золотой ледоруб за восхождение на пик Восьми Альпинисток).
Многократный чемпион и призёр чемпионатов Казахстана и международных соревнований по альпинизму в высотном и техническом классах.